# La Rêveuse
 (juin 2015).
Si vous disposez d'ouvrages ou d'articles de référence ou si vous connaissez des sites web de qualité traitant du thème abordé ici, merci de compléter l'article en donnant les références utiles à sa vérifiabilité et en les liant à la section « Notes et références ».
La Rêveuse est un ensemble de musique ancienne français fondé en 2004 par le théorbiste Benjamin Perrot et la gambiste Florence Bolton, qui travaille sur les patrimoines artistiques des XVIIe et XVIIIe siècles, périodes foisonnantes d’expériences et d’inventions artistiques de toutes sortes.
L'ensemble tire son nom d'une pièce pour viole de Marin Marais (1656-1728).

## Histoire
Depuis sa création en 2004, l'ensemble La Rêveuse s'intéresse aux répertoires instrumentaux et vocaux en petits effectifs des XVIIe et XVIIIe siècles (Henry Purcell, Henry Lawes, Marin Marais, Élisabeth Jacquet de la Guerre, Sébastien de Brossard, Buxtehude, Reinken, , etc.), avec une attention toute particulière au travail de la basse continue.
L'ensemble donne en moyenne 50 concerts par an en France[Quand ?] (Les Concerts Parisiens, La Folle Journée de Nantes, Abbaye de Fontevraud, Festival de Pontoise, Festival de Lanvellec, Festival Radio-France Montpellier, Scènes nationales d'Orléans, Blois, , etc.) et à l'étranger (Festival d'Utrecht, Fondation Arte Musica de Montréal, Early Music Vancouver, Victoria Early Music Society of Island, Princetown French Theater Festival, Villa Finaly à Florence , etc.)[réf. souhaitée].
Après un premier disque édité par le label K617 (Locke/Purcell, K617 2006), l'ensemble publie 6 disques dans le label de René Martin, Mirare (Henry Purcell, Mirare 2007, Buxtehude/Reinken, Mirare 2009 ; Élisabeth Jacquet de La Guerre, Mirare 2010, Sébastien de Brossard, Mirare 2011 ; Henry Lawes, Mirare 2013 ; Telemann, Mirare 2015 ; Devotional songs & Anthems/Purcell, Mirare 2015; Buxtehudes/Sonates en trio, Mirare 2016 ; Marin Marais/Pièces de viole, Mirare 2018 ; Londres 1700, Mirare 2017 ; Buxtehudes/Cantates, Mirare 2018) et fait partie depuis 2020 du catalogue de la maison de disque Harmonia Mundi (Londres 1720, Harmonia Mundi 2019 ; Louis de Caix d'Hervelois, Harmonia Mundi 2020 ; Le Concert des Oiseaux/Le Carnaval des animaux en péril, Harmonia Mundi 2022 ; Londres 1740, Harmonia Mundi 2021).
Les enregistrements de La Rêveuse ont tous été salués par la critique française et internationale et ont reçu de nombreuses récompenses (dont Diapason d’Or, ffff Télérama, Choc Classica de l’année, Choix de France Musique, 5 croches Pizzicato, Bestenliste der Deutschen Schallplattenkritik, Gramophone Editor’s Choice, etc.).
Souhaitant ouvrir des portes entre les différentes pratiques artistiques et créer de nouvelles formes pour s’ouvrir à de nouveaux publics, l’ensemble travaille régulièrement avec le monde du théâtre, de la littérature et des Beaux-Arts. Il a notamment créé L’Autre Monde ou les Etats et Empires de la Lune, de Cyrano de Bergerac et Les Caractères de La Bruyère avec le comédien et metteur en scène Benjamin Lazar, Le Bourgeois Gentilhomme avec Catherine Hiegel et François Morel, Monsieur de Pourceaugnac avec le théâtre de l’Eventail (Raphaël Trano de Angelis) …
L’ensemble crée et diffuse de nombreux concerts-conférence sur des sujets croisant la musique avec d’autres domaines qui occupent l’actualité : place des femmes dans la musique, les animaux et les compositeurs, histoires de l’invention des instruments, etc… Ces projets, à destination des médiathèques, conservatoires, écoles primaires, collèges etc…, rencontrent un vrai succès public. Les Lettres persanes revisitées, création avec des migrants mineurs scolarisés, a été finaliste du Prix de l’Audace Culturelle et Artistique en 2016.
Entre 2018 et 2020, La Rêveuse a monté des tournées musicales en milieu rural en région Centre Val de Loire à bord de l’Opérabus, un bus transformé en salle de concert mobile. Ce projet a été couronné de nombreux prix : Prix Défis FFEA 2018, Prix Mobilité & Culture de la Fondation PSA 2018, Prix 10 000 Volts de la Fondation EDF, Coup de Cœur de la Fondation SNCF, mention spéciale aux Chatons d’Or 2019.
La Rêveuse diffuse depuis 2021 un grand projet autour des oiseaux dans la musique, comprenant des conférences musicales, des concerts scolaires et tout public et un spectacle jeune public, Le Rossignol et l'Empereur de Chine, d’après le conte d'Andersen, en collaboration avec la marionnettiste Cécile Hurbault et le compositeur Vincent Bouchot.
La Rêveuse crée en novembre 2022 à la Philharmonie de Paris le Carnaval des Animaux en Péril, spectacle écologique autour d’Orphée, conçu avec le compositeur Vincent Bouchot, La Labomedia (pôle dédié à la création artistique numérique) et en partenariat avec la Scène Nationale d’Orléans. Ce projet reçoit un REMA AWARD 2022 dans la catégorie Transition advocate of the year.
L’ensemble s’investit dans la transmission des savoirs en créant Les Ateliers de Musique ancienne, qui proposent de faire découvrir à un large public la musique et les arts des XVIIe et XVIIIe siècles, à travers des stages et des projets pédagogiques au conservatoire d’Orléans, des conférences ou des concerts-découverte.
La Rêveuse a reçu en 2017 la médaille d’or de l’Académie Arts-Sciences-Lettres pour l’ensemble de ses travaux, en 2018 le label « Année européenne du patrimoine culturel » attribué par le ministère de la Culture, ainsi que le label Léonardo Da Vinci, 500 ans de RenaissanceS en région Centre-Val de Loire.

## Soutiens et partenaires
La Rêveuse est conventionnée par la DRAC et la Région Centre et est soutenue par la ville d'Orléans. l'ensemble reçoit ponctuellement le soutien de l'Institut français, du FCM, de la SPEDIDAM, de l'ADAMI et de la SACEM.
La Rêveuse bénéficie du soutien du Ministère de la Culture (DRAC Centre–Val de Loire) et de la région Centre-Val de Loire au titre de l’aide aux ensembles conventionnés, ainsi que de la ville d’Orléans.
La Rêveuse reçoit également l’aide ponctuelle du Centre national de la musique (CNM), de la SPEDIDAM, de l’ADAMI et de l’Institut français. L’ensemble est membre de la FEVIS (Fédération des ensembles Vocaux et Instrumentaux Spécialisés) et du syndicat Profedim (Syndicat professionnel des Producteurs, Festivals, Ensembles, Diffuseurs indépendants de musique).
La Rêveuse est membre de la Fédération des ensembles vocaux et instrumentaux spécialisés (FEVIS) et du syndicat Profedim.

## Discographie
- 2004 : L’Autre Monde ou les Estats & Empires de la Lune, Savinien Cyrano de Bergerac - texte et musique du spectacle, avec et mis en scène par B.Lazar.
- 2004 : Œuvres de Dufaut, Ste Colombe, Hotman, Dubuisson, Kapsberger... - label Alpha. Récompenses : « 10 » de Classica-Répertoire, 4 Goldberg.
- 2006 : Matthew Locke / Henry Purcell : The Theater of Musick (musique pour les théâtres londoniens) - label K617. Récompense : **** Monde de la musique.
- 2008 : Henry Purcell : Cease, Anxious World, Songs & Chamber Music - label Mirare. Récompense : Muse d'Or.
- 2009 : Dietrich Buxtehude : Sonates / Johann Adam Reinken : Hortus Musicus - label Mirare. Récompenses : IRR, **** Monde de la musique, Muse d'Or.
- 2010 : Sonates pour violon, viole obligée & basse-continue, Élisabeth Jacquet de La Guerre - label Mirare. Récompenses : 5 de Diapason, Muse d'Or.
- 2012 : Oratorios & Léandro, Sébastien de Brossard, avec C. Santon, E. Warnier, I. Druet, J. Thompson, V. Bouchot, B. Arnould - label Mirare. Récompenses : 5 diapasons, Ring Classique Info.
- 2012 : Henry Lawes : Ayres avec le ténor Jeffrey Thompson - label Mirare. Récompense : Early Music Review.
- 2014 : Œuvres de Dufaut, Sainte-Colombe, Hotman, Dubuisson, Kapsberger, Marin Marais... , éditions L’Autre Monde. Récompenses : « Choc » de Classica, Diapason d'or
- 2014 : DVD L’Autre Monde ou les Estats & Empires de la Lune, Savinien de Cyrano de Bergerac - Spectacle mis en scène et avec Benjamin Lazar
- 2015 : Devotional Songs & Anthems, Henry Purcell - label Mirare. Récompenses : « Choc » Classica, 5 diapasons, Choix France Musique, Clic Classiquenews
- 2015 : Trios et Quatuors avec viole de gambe, Telemann - label Mirare. Récompenses : 5 diapasons, **** de Classica, 4/5 DeVolkskrante, fff de Télérama, Early Music Review, Gramophone, Fanfare
- 2016 : D.Buxtehude : Sonates en Trio - Manuscrits d'Uppsala[4] - label Mirare. Récompenses : « Choc Classica 2017 » et prise de son du mois, 5 de Diapason, ffff de Télérama, Bestenliste du Deutsche SchallPlatten Krittik, Joker Crescendo (B), 5 Croches Pizzicato (LU), Clef du mois de Resmusica, Choix de France Musique / Choix de Francis Drésel / Radio Classique.
- 2016 : Enregistrement du Badinage, livre disque autour du peintre Antoine Watteau et du compositeur Marin Marais.
- 2017 : Marin Marais - Pièces de viole - label Mirare. Récompenses : choix France Musique, 5 de diapason, choc de Classica, la clef du mois Resmusica, Gramophone's editor's choice, 5 croches Pizzicato
- 2018 : London circa 1700, Purcell and his generation - label Mirare. Récompenses : Choix France Musique, ffff Télérama, 5 croches Pizzicato, 5 de Diapason, Toccata CD Tipp, 4 de BBC Music Magazine, Soleil Musikzen, Apple Music – 10 album classique à écouter en février
- 2019 : D.Buxtehude, Cantates pour voix seule – Manuscrits d’Uppsala - label Mirare. Récompenses : ffff Telerama, Choix de France Musique, 5 de Diapason, 5 de Classica, Soleil Musikzen, 5 Fono Forum, CD-Tipp Toccata, 4 de Pizzicato, 4 De Standaard, 4+ Fonoforum
- 2019 : London circa 1720, L'héritage de Corelli - label Harmonia Mundi. Récompenses : Diapason d’Or, Gramophone Editor’s Choice, 4 de Classica, The Classic Review Editor’s Choice, CD-Tipp Toccata, Choix de France Musique, Choix musical de Musiq3
- 2020 : Louis de Caix d'Hervelois, Dans le sillage de Marin Marais - label Harmonia Mundi. Récompenses : Choix de France Musique, 5/5 Diapason, 5/5 Classica, 5/5 BBC Music Magazine, 5 Croches Pizzicato (LU), 5/5 de Rondo Magazin (DE), 5/5 Musica (I), 4/5 Limelight
- 2021 : Concert de fables - éditions Villanelle.
- 2022 : Le Concert des oiseaux / Le Carnaval des animaux en péril - label Harmonia Mundi. Récompenses :  Clef d’Or Resmusica, 5 de Diapason, 5 de Classica, 5 de Rondo (D), 5 de FonoForum (D), TTT Télérama
- 2022 : Trésors de Molière - éditions Villanelle.
- 2023 : Le Rossignol et l'Empereur de Chine - Didier Jeunesse.

## Créations de spectacles
- 2004 : L’Autre Monde ou les Etats et Empires de la Lune, avec Benjamin Lazar
- 2011 : Les Mille et une Nuits, avec Louise Moaty et Bertrand Cuiller
- 2011 : Le Bourgeois gentilhomme, mis en scène par Catherine Hiegel et avec François Morel (production CADO)
- 2012 : Concerto luminoso, spectacle avec lanternes magiques, mis en lumière par Vincent Vergone (Le Praxinoscope)
- 2013 : Reprise de L’Autre Monde ou les Etats et Empires de la Lune, avec Benjamin Lazar
- 2014 : La Danse de Zadig, en collaboration avec la Cie de marionnettes le Théâtre sans Toit (Pierre Blaise)
- 2016: Jack et le haricot magique, avec le comédien marionnettiste Kristof Le Garff[5].
- 2016 : Création de Monsieur de Pourceaugnac avec le Théâtre de l'Eventail (Raphaël de Angelis)
- 2017: Création de L’Heure Verte[6], cabaret baroque avec des compositions originales de Vincent Bouchot
- 2021 : Création de Le Rossignol et l'Empereur de Chine, théâtre d'ombre, musique baroque et contemporaine avec la marionnettiste Cécile Hurbault
- 2022 : Création de Le Carnaval des animaux en péril, une nouvelle histoire d'Orphée, fable musicale et écologique sur des musiques composées par Vincent Bouchot